# Jatiwangi (Jatisari)
Jatiwangi is een bestuurslaag in het regentschap Karawang van de provincie West-Java, Indonesië. Jatiwangi telt 4850 inwoners (volkstelling 2010).